# 4221 Picasso
4221 Picasso је астероид главног астероидног појаса чија средња удаљеност од Сунца износи 2,618 астрономских јединица (АЈ).
Апсолутна магнитуда астероида је 12,7.